# Microrregión de Grão Mogol
La microrregión de Grão Mogol es una de las microrregiones del estado brasileño de Minas Gerais perteneciente a la mesorregión Norte de Minas. Su población fue estimada en 2006 por el IBGE en 41.682 habitantes y está dividida en seis municipios. Posee un área total de 9.075,710 km².

## Municipios
- Botumirim
- Cristália
- Grão Mogol
- Itacambira
- Josenópolis
- Padre Carvalho

- Datos: Q2284874